# Boncodfölde
Boncodfölde è un comune dell'Ungheria di 244 abitanti (dati 2001). È situato nella contea di Zala.